# (466607) 2014 UN208
(466607) 2014 UN208 es un asteroide perteneciente al cinturón de asteroides, descubierto el 18 de octubre de 2010 por el equipo Spacewatch desde el Observatorio Nacional de Kitt Peak (Arizona, Estados Unidos).